# Johannes XII.
Johannes XII. (* 937 oder 939 als Octavian von Spoleto in Rom; † 14. Mai 964 in der Campagna) war Papst vom 16. Dezember 955 bis zu seiner Absetzung am 4. Dezember 963. Er krönte 962 mit Otto dem Großen erstmals einen römisch-deutschen König zum Kaiser, den er selbst um Hilfe ersucht hatte. Octavian beherrschte als Abkömmling der führenden stadtrömischen Familien die Stadt und versuchte zugleich mit Ottos Hilfe den Kirchenstaat gegen Eingriffe seitens der sogenannten „Nationalkönige“ zu verteidigen. Er war der einzige Papst – vielleicht mit Ausnahme des Papstes Benedikt IX. –, der als Jugendlicher sein Amt antrat. Johannes wurde aufgrund von Vorwürfen eines unmoralischen Lebenswandels abgesetzt, doch spielte für den Kaiser wohl die stadtrömische Politik die entscheidende Rolle. Dem abgesetzten Papst gelang zwar die Rückeroberung Roms, auch sorgte er für die Bestrafung seiner Gegner und die Absetzung des Gegenpapstes, doch starb er kurz darauf.

## Leben

### Abstammung, Papstwahl
Octavian war Sohn des Grafen Alberich II. von Spoleto und damit ein Enkel des Stammvaters der Tuskulaner, des Langobarden Alberich I., und der senatrix Marozia. Alberich II. ließ auf seinem Sterbelager, im Jahr 954, Papst Agapitus II. und den römischen Adel per Eid verpflichten, seinen Sohn Octavian nicht nur zum princeps von Rom zu machen, sondern nach dem Tod des Papstes auch zu dessen Nachfolger zu wählen. Nach dem Tod des Agapitus im folgenden Jahr wurde der nunmehrige Herr Roms Octavian am 16. Dezember 955 im Alter von höchstens 18 Jahren zum Papst gewählt und Johannes XII. genannt. Er war der fünfte Papst, der auf Befehl Alberichs gewählt wurde. Die Wahl stand in Gegensatz zum Dekret des Papstes Symmachus, das Absprachen vor der Papstwahl zu Lebzeiten des noch amtierenden Papstes ausdrücklich untersagte. Johannes verfolgte die beiden Hauptziele seines Vaters, nämlich die Wahrung der Autonomie Roms und der des Kirchenstaates, jedoch mangelte es ihm an der dazu notwendigen Erfahrung.
Späteren Darstellungen zufolge war er ungebildet und sprach kein Latein. Trotz der tendenziösen Schilderungen seiner Amtszeit in der Überlieferung durch Liutprand von Cremona kann als gesichert gelten, dass Johannes weder ein frommer noch ein fähiger Papst war, sondern ein weltliches Leben führte. Der Abt und Bischof Rather von Verona behauptet, Octavian habe nicht einmal zum römischen Klerus gezählt, und er habe auch keinerlei religiöse Unterweisung erhalten. Im Liber pontificalis heißt es: „totam vitam suam in adulterio et vanitate duxit“ (S. 246), er habe also sein ganzes Leben mit Ehebruch und Eitelkeit zugebracht. Dennoch wurde seine Autorität, auch in Lehrfragen, in der gesamten Kirche anerkannt, wie eine Reihe von entsprechenden Anfragen erweist. Ob die im Vergleich zu Johannes XIII. deutlich geringere Anzahl dieser Anfragen auf die ungünstigere Quellenlage oder den schlechten, bzw. weltlichen Lebenswandel und Ruf Octavians zurückzuführen ist, lässt sich nicht klären.

### Einbettung in den historischen Zusammenhang, Amtsführung

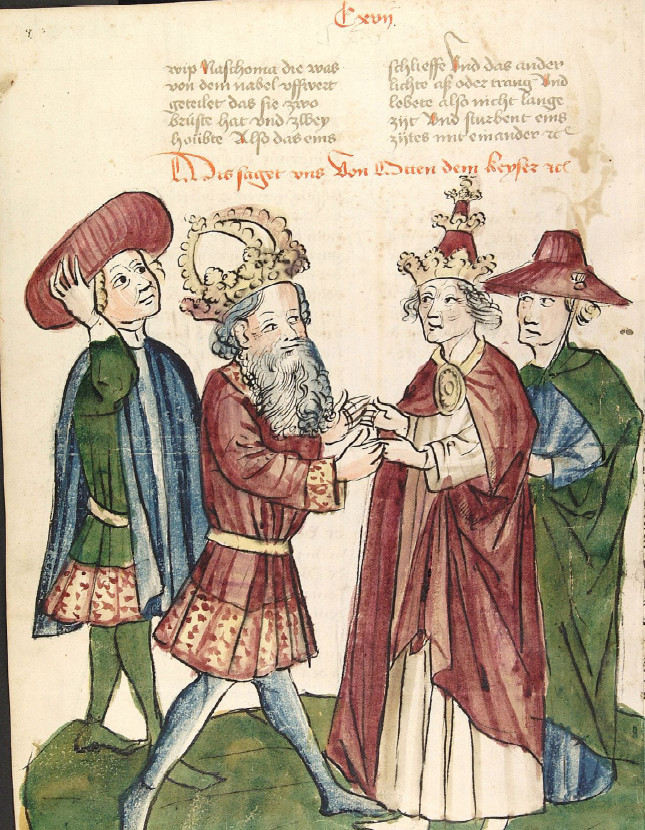
Otto I. begegnet Papst Johannes XII., unbekannter Künstler, Werkstatt des Diebold Lauber, um 1450
Zeichnung, Feder und koloriert

#### Außenpolitische Konflikte, König Berengar und Adalbert
Seine mangelnde politische Erfahrung führte ihn sowohl im Norden als auch im Süden in politische Abenteuer. Zum einen geriet er in Konflikte mit Berengar II., Markgraf von Ivrea, und mit dessen Sohn Adalbert sowie das Gebiet des einstigen Exarchats Ravenna. Andererseits erhielt er Unterstützung durch die Markgrafen von Spoleto und der Toskana, mit denen er einen unglücklichen Feldzug gegen Capua und Benevent führte, bei dem es um die Rückgewinnung päpstlicher Prärogativen in Süditalien ging.

#### Hilferuf an den ostfränkischen König Otto, Angebot der Kaiserkrone
Im Jahr 960 besetzte Berengar, der sich im Krieg mit dem Markgrafen von Spoleto befand, einige Gebiete des Kirchenstaates und gefährdete dort in den Augen des Papstes die kirchliche Jurisdiktion. Johannes rief – möglicherweise durch Kreise der Cluniazensischen Reform veranlasst – den ostfränkischen König Otto I. zu Hilfe, der wie Berengar Ansprüche auf den Titel des Königs von Italien erhob. 961 zog Otto mit einem Heer über die Alpen; Berengar zog sich auf seine Burgen zurück. Johannes nahm wohl an, dass diese Operationen im Vorbeizug nach Rom vonstattengehen, der König zugleich Unterstützung von den norditalienischen Gegnern Berengars erhalten würde. Vor allem aber erwartete man, dass Otto sich danach wieder hinter die Alpen zurückziehen würde.
Johannes schickte eigene Legaten an den Hof, nämlich den Kardinaldiakon Johannes und einen Scriniarius namens Azzo. Neben dem Angebot der Kaiserkrone dürften sie den König an seine Pflichten gegenüber der Kirche erinnert haben. Begleitet wurden sie vom Markgrafen Oberto I. degli Obertenghi, dann dem Erzbischof von Mailand sowie dem Bischof von Como und weiteren Unzufriedenen. Die Nachricht des Benedetto del Soratte (S. 174 f.), die chronologisch allerdings gar nicht passt, die Gesandtschaft sei von den römischen Gegnern des Papstes abgesandt worden, ist wohl eher als Vorverweis auf das spätere Verhalten Ottos gegenüber Johannes XII. zu verstehen.
Anfang Dezember 961, vor seinem Einzug in Rom, schwor Otto dem Papst, vertreten durch Delegierte, dass er nach dem Einzug in die Ewige Stadt mit seinen Kräften für die Erhebung der Kirche und für den Schutz der Person, des Lebens und des „honor“ des Papstes streiten würde. In Rom sollte er nichts ohne Konsultation des Papstes entscheiden dürfen, was die römischen Angelegenheiten betraf. Auch sollte er alles, was ihm an kirchlichen Ansprüchen in die Hände fiel, zurückerstatten; das Königreich Italien sollte der Beschützer der Kirche werden (Tractatus cum Iohanne XII pontifice, n. 23). Johannes seinerseits schwor für sich und das römische Volk, stets dem König treu zu bleiben und niemals Berengar und Adalbert zu unterstützen. Das Verhältnis zwischen Otto und Johannes war dabei bereits von Misstrauen geprägt, zumal der Papst Anschläge auf seine Stadtherrschaft befürchtete.

#### Kaiserkrönung (962), Privilegium Ottonianum, Sieg Ottos über Berengar
In Rom salbte und krönte Johannes am 2. Februar 962 Otto und seine Frau Adelheid von Burgund zu Kaiser und Kaiserin. Damit übertrug er zugleich die römische Kaiserwürde auf das Ostfränkische Reich. Otto wiederum garantierte dem Papst den Erhalt des Kirchenstaates, indem er mit dem Privilegium Ottonianum die Schenkungen der Frankenkönige Pippin III. und Karl I. sowie die Constitutio Romana von 824 bestätigte. Wie schon in letzterer festgelegt, bestimmte er dabei, dass die Papstweihe nur nach einer ausdrücklich kanonischen Wahl und nach einem Lehnseid des Gewählten dem Kaiser gegenüber vollzogen werden dürfe. In einer anschließenden Synode in der Basilika des hl. Petrus, dem Petersdom, wurde die Gründung des Erzbistums Magdeburg zur Mission der Slawen diskutiert. Die übrigen Themenschwerpunkte sind nicht überliefert. Einzige Quelle ist eine Papsturkunde vom 12. Februar 962 (Papsturkunden, n. 281). Das besagte Privilegium Ottonianum, das alle Privilegien und Schenkungen der Vorgänger bestätigte, wurde vermutlich gleichfalls auf der Synode verhandelt. Über die Frage, ob bereits jetzt über den Lebenswandel des Papstes debattiert wurde, erfahren wir nichts. Der Papst überantwortete während des römischen Aufenthaltes, der bis Mitte 962 dauerte, einige Reliquien; offenbar bestand zwischen Kaiser und Papst Einhelligkeit. Rather von Verona, der von seiner Kirche vertrieben worden war, erhielt sein Bistum zurück. Diese Frage und die Frage des Reimser Bischofsstuhls wurden nach Heinz Wolter (S. 71–74) nach den Vorstellungen Ottos auf einer Synode in Pavia im Herbst 962 beschlossen. Damit stießen kaiserliche Pläne zum letzten Mal auf die Zustimmung Johannes' XII.
Nachdem er dem Papst den Treueeid abgenommen hatte, hatte Otto Rom verlassen, um Berengar zu unterwerfen und damit seine Königsherrschaft gegenüber den dort herrschenden Adligen durchzusetzen. Nach etwa einem Jahr kapitulierte Berengar auf der Burg San Leo. Er wurde ins Exil nach Bamberg verbracht. Berengars Sohn Adalbert floh zunächst nach Korsika.

#### Bündnis mit Adalbert, Zerwürfnis mit Otto, Absetzungsverfahren gegen den Papst, antikaiserliche Allianz
Nach der Abreise des Kaisers brach Papst Johannes seinen Treueid und verband sich mit dem geflohenen Adalbert. Letzterer focht mit sarazenischer Unterstützung für sein Erbe. Daraufhin zog Kaiser Otto von Norditalien aus erneut nach Rom. Johannes und Adalbert flohen mit dem Kirchenschatz.
In Rom hielt der Kaiser am 6. November 963 eine Synode ab, um den Papst abzusetzen. Laut dem Augenzeugen Liutprand von Cremona (S. 160 f.) waren dreizehn Kardinäle zugegen, der größere Teil aber befand sich bei Johannes. Dann wurde das Vorladungsschreiben verlesen, das dem Papst, ohne Einzelheiten zu nennen, Mord, Meineid, Tempelschändung, Blutschande, Zutrinken auf den Teufel sowie die Anrufung von Zeus, Venus und anderen Dämonen vorwarf. Hinzu kam, dass die päpstlichen Legaten, die die Sache des Johannes gegen Otto in Konstantinopel vortrugen, nämlich Leo von Velletri und der Kardinaldiakon Johannes, in Capua festgesetzt wurden. Mit ihnen reisten die Bulgaren „Salecco“ und „Zacheo“, die der Papst zur Mission der Ungarn vorgesehen hatte. Diese wiederum hätten Briefe mit sich getragen, in denen sie aufgefordert waren, die Ungarn gegen das Ostfränkische Reich aufzuwiegeln. Der Papst war also zum Zentrum einer antikaiserlichen Allianz geworden, die Ottos Autorität nicht nur in Italien, sondern auch jenseits der Alpen gefährdete. Johannes behauptete schlicht, es handle sich um Fälschungen, die dazu dienen sollten, ihn zu diskreditieren. Außerdem habe nicht er, sondern Otto seinen Eid gebrochen, denn er habe nicht alle Gebiete des Kirchenstaates restituiert. Das sonstige Verhalten des Papstes sei, so die Gesandten, auf seine Jugend zurückzuführen. Dieser versprach Besserung.
In dieser Situation entsandte der Kaiser die Bischöfe Landward von Minden und Liutprand von Cremona. Falls nötig sollte ein Gottesurteil die Sache entscheiden, und zwar in Form eines Duells zwischen Rittern des Kaisers und des Papstes. Der Papst empfing die Gesandten mit Feindseligkeit und schickte seinerseits eine Gesandtschaft an Otto. Noch vor deren Rückkehr erschien der von Johannes eingeladene Adalbert bei Rom. Dieser verbündete sich mit dem Papst und Adalbert wurde in der Stadt empfangen, und zwar mit allen Ehren. Dies aber stellte einen Eidbruch dar und bot Otto die Gelegenheit, militärisch zu intervenieren. Allerdings können die Vorgänge nur anhand antipäpstlicher Quellen rekonstruiert werden. Die Motive für den Politikwechsel des Papstes erschließen sich daraus nicht.

#### Romzug Ottos I. (963), Flucht und Absetzung
Im Herbst 963 zog Otto auf Rom, Johannes übernahm, folgt man Liutprand (S. 168, 171), das Kommando über die Belagerten. Doch ein Teil der Römer, vielleicht schon beim Einzug Adalberts, wandte sich gegen den Papst. Nun brach der Widerstand der Belagerten zusammen und Johannes sowie Adalbert flohen aus der Stadt nach Tivoli. Dabei führten sie Kirchenbesitz mit sich. Die kaiserliche Partei öffnete die Stadttore, musste jedoch feierlichen Treueid schwören und Geiseln stellen. Auch erhielt der Kaiser das Recht, die Papstwahl zu kontrollieren. Am 6. November wurde auf Ersuchen des römischen Volkes und der in Rom anwesenden Bischöfe eine Synode im Petersdom anberaumt, deren Vorsitz der Kaiser führte. Darin sollte auch die Schuld des Johannes untersucht werden.
Zum Verlauf dieser Synode besitzen wir den überaus tendenziösen Bericht Liutprands (S. 164–171). Er berichtet von den besagten Bischöfen, aber auch solchen aus dem römischen Umland, von 16 Kardinälen, Funktionären der Kurie, eines großen Teils des römischen Adels sowie Vertretern des Volkes und der Milizen. Auch ehemalige Getreue des Papstes fanden sich ein. Während der ersten Sitzung trugen nach der Frage des Kaisers, wo sich der Papst aufhalte, der Kardinalpresbyter Petrus, Bischof Johannes von Narni und der Kardinaldiakon Johannes eine Reihe von Anklagen gegen den Abwesenden vor. So fanden als Anklagepunkte Eingang: liturgische Verfehlungen, die Ordination eines Diakons in einem Stall, dann die Erhebung eines Zehnjährigen zum Bischof von Todi, Bischofserhebungen gegen Geld, Sakrilegien und Ehebrüche, dann das Tragen von Waffen, die Jagdleidenschaft, die Blendung seines Taufpaten Benedikt, der Mord an dem Kardinalsubdiakon Johannes, schließlich diabolische Zaubertränke. Die Herbeirufung von Idolen während des Würfelspiels, die Missachtung der kanonischen Gebetszeiten sowie das Übergehen des Kreuzzeichens. Auch wenn sich der Wahrheitsgehalt dieser Anklagepunkte nicht feststellen lässt, den Teilnehmern an der Synode genügten die Vorwürfe, um Papst Johannes vor die Synode zu zitieren.
Dies geschah drei Mal, auch wurde ihm die Möglichkeit eines Reinigungseides eingeräumt. Der geflohene Johannes lehnte die Vorladungen ab und untersagte den Anwesenden bei Strafe der Exkommunikation, einen neuen Papst zu wählen. Am 4. Dezember versammelte sich die Synode zur Urteilsverkündung, und Otto selbst klagte den Papst des Meineides und der Rebellion an. Die Synode verlangte die Absetzung des Papstes, und zwar mehr wegen seiner moralischen als seiner politischen Verfehlungen. Formal wurde er zum Apostaten erklärt. Mit dreifacher Akklamation wurde der Laie und Protoscriniar Leo (VIII.) gewählt und im Lateran inthronisiert. Konsekriert wurde er am 6. Dezember im Petersdom. Zum ersten Mal in der Kirchengeschichte wurde ein Papst abgesetzt, der als Verbrecher und Hochverräter bezeichnet wurde. Formal war es jedoch nach Kirchenrecht nicht zu einer korrekten Verurteilung gekommen.

#### Aufstand in Rom (964), Absetzung des kaiserlichen Papstes und Exkommunikation
Am 3. Januar 964 kam es zu einem Aufstand mit dem Ziel, den neuen Papst und den Kaiser zu töten. Doch wurde der Aufstand von Ottos Heer niedergeschlagen. Am nächsten Tag wurden hundert Geiseln gestellt, die der Kaiser erst unmittelbar vor dem Kampf gegen Adalbert nach einer Woche freiließ. Mitte Januar zog Otto nach Spoleto gegen Adalbert. Kaum hatte der Kaiser Rom verlassen, kehrte der geflohene Papst im Februar zurück und ließ auf einer Synode seinerseits den ins Heerlager Ottos geflohenen Leo und dessen Anhänger absetzen. Die beiden Prälaten, die den Vertrag mit Otto geschlossen hatten, wurden verstümmelt. Azzo wurde die rechte Hand abgehackt, dem Kardinal Johannes wurden Nase, Zunge und Finger abgeschnitten.
Johannes berief ein Konzil ein, an dem 16 Bischöfe aus dem Umkreis Roms teilnahmen, dazu 12 Kardinäle, von denen die Mehrheit schon an der Absetzungssynode teilgenommen hatte. Die Versammlung tagte erstmals am 26. Februar 964. Sie hob alle Entscheidungen der Vorgängersynode wieder auf. Leo VIII. wurde für illegitim erklärt, aller Würden beraubt und exkommuniziert. Im Gegensatz zu der besagten Synode agierte man genau nach dem Synodalrecht. Der Verrat Leos wurde genauso gebrandmarkt, wie die Verletzung der Treuepflicht gegenüber Johannes XII. und die Erlangung der Papstwürde zur Lebenszeit eines legitimen Papstes. Dem Laien warf man vor, er sei durch Simonie ins Amt gelangt, gegen kirchliches Recht. Die Entscheidung gegen den von Leo ordinierten Bischof Sico von Ostia, der geflohen war, wurde bis zur dritten Sitzung aufgeschoben, um ihm die Möglichkeit zur Rechtfertigung einzuräumen. Benedikt von Porto und Gregor von Albano, die Leo ordiniert hatten, unterwarfen sich Johannes. Sie erkannten mündlich und schriftlich an, einen Papst zu Lebzeiten des noch amtierenden und legitimen Papstes gewählt zu haben, darüber hinaus einen Laien. Alle, die Ämter durch Leo erlangt hatten, mussten anerkennen, dass dieser das Übertragungsrecht gar nicht besessen hätte. Ganz im Geiste der Cluniazensischen Reform wurde dem Gegenpapst vorgeworfen, die Ordinationen durch Simonie vorgenommen zu haben. Mit Berufung auf das Laterankonzil von 769 wurden alle Ernennungen für null und nichtig erklärt. All diese Männer wurden wieder in den vorherigen Stand eingesetzt, und es wurde ihnen die Möglichkeit genommen, höhere Ämter einzunehmen. Der Bischof von Ostia, der der Ladung nicht gefolgt war, wurde abgesetzt und exkommuniziert.

#### Todesumstände, Wahl des Nachfolgers
Nichts weist auf eine Opposition gegen Johannes hin, obwohl er harte und grausame Strafen verhängt hatte. Otto konnte nicht eingreifen, da er militärische Verstärkung abwarten musste. Inzwischen war die Allianz mit Adalbert zerbrochen, so dass Johannes nur noch versuchen konnte, die kaiserliche Gunst zurückzugewinnen. So ließ er Ottgar von Speyer, den Otto in Rom gelassen hatte, um die kaiserlichen Rechte zu schützen, frei. Doch hatte er diesen Bischof gefangensetzen und auspeitschen lassen. Ohne etwas beim Kaiser erreichen zu können, starb Johannes Mitte Mai 964.

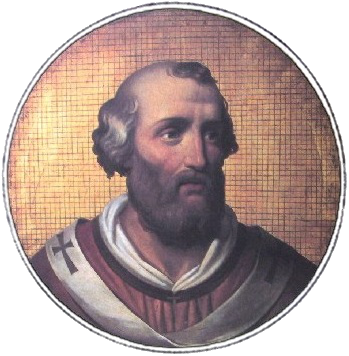
Papst Johannes XII., neuzeitliche Darstellung in der Basilika Sankt Paul vor den Mauern

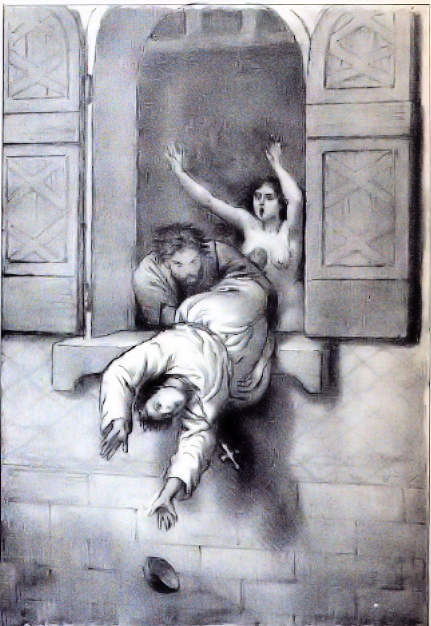
Phantasiedarstellung der Art und Weise, wie Johannes XII. zu Tode kam (Franco Cesati: I Misteri del Vaticano o la Roma dei Papi, Bd. 1, 1861, S. 413). Die Bildunterschrift lautet: „Giovanni XII è gettato dalla finestra dal marito di Stefanetta, che lo ha sorpreso colla moglie“ (sinngemäß: ‚Johannes XII. wird vom Ehemann der Stefanetta aus dem Fenster geworfen, der ihn mit seiner Frau überrascht hat‘)

Außer Liutprand registrieren die Quellen den Tod ohne Kommentar. Nach der polemischen Fassung des bissigen Bischofs von Cremona (S. 173 f.) starb der Papst ohne Beichte und letzte Ölung während eines Ehebruchs durch einen Schlaganfall.
Die ältere Geschichtswissenschaft nahm diese Version auf, zumal sie das göttliche Eingreifen gegen den negativen Helden und zugunsten des Kaisers, der den Beinamen „der Große“ trug, lange kolportierte. Hans Kühner nahm an, ihn hätte vermutlich der betrogene Ehemann so zugerichtet, dass er nur noch acht Tage lebte. Schon Claude Fleury schrieb in seiner 36-bändigen, 1691 bis 1720 publizierten Histoire ecclésiastique ausführlich über die Vorgänge an der Kurie. Noch im 8. Band seiner Storia ecclesiastica, unter diesem Titel ins Italienische übersetzt und publiziert 1770, sei „Stefanetta“ unter der Geburt eines vom Papst empfangenen Kindes gestorben. Auch seien Besucherinnen der Kirchen nicht vor Vergewaltigung sicher gewesen, ganz gleich, ob schön oder nicht schön, reich oder arm, verheiratet, Witwe oder Jungfrau.
Die Anhänger Johannes' XII. wählten nach seinem Tod Benedikt V. zum Papst.